# نيشا سافيلييتش
نيشا سافيلييتش (27 مارس 1970

 في تيتوغراد) (سريلية:Ниша Савељић) لاعب كرة قدم مونتينيغري معتزل كان يجيد اللعب في خط الدفاع .
لعب سافيلييتش في أندية تيتوغراد ، بودوتشنوست (1988-1993) هايدوك كولا (1993-1995) بارتيزان (1995-1997) بوردو (1997-2001) بارتيزان مجددا (2001) سوشو (2001-2003) باستيا (2003-2004) غينغان (2004) إستر (2004-2005) بارتيزان مجددا (2005-2006) .
ساهم سافيلييتش في تتويج نادي بوردو ببطولة دوري الدرجة الأولى موسم 1998/1999 .
شارك سافيلييتش مع منتخب يوغوسلافيا في 32 مباراة دولية مسجلا هدف واحد في الفترة من 1995 إلى 2000 .
تم استدعاء سافيلييتش للمشاركة في بطولة كأس العالم لكرة القدم 1998 التي أقيمت في فرنسا . غاب اللاعب عن جميع مباريات الدور الأول أمام منتخبات إيران ، ألمانيا ، والولايات المتحدة ولكنه شارك بديلا في الدقيقة 78 أمام منتخب هولندا بالدور الثمن النهائي والتي انتهت بالخسارة 1/2 .
تم استدعائه مجددا للمشاركة في بطولة كأس الأمم الأوروبية لكرة القدم 2000 التي أقيمت في هولندا وبلجيكا معا . استطاع منتخب يوغوسلافيا الفوز على منتخب النرويج 1/0 والتعادل مع منتخب سلوفينيا 3/3 والخسارة من منتخب إسبانيا 3/4 وفي الدور الربع النهائي خسر من منتخب هولندا 1/6 .

## روابط خارجية
- نيشا سافيلييتش على موقع الاتحاد الدولي (مؤرشف)  (الإنجليزية)
- نيشا سافيلييتش على موقع قاعدة بيانات كرة القدم.إي يو (الإنجليزية)
- نيشا سافيلييتش على موقع ناشيونال فوتبول تيمز (الإنجليزية)
- نيشا سافيلييتش على موقع عالم كرة القدم.نت (الإنجليزية)